# Родевичі (Логойський район)
Родевичі (біл. вёска Радзевічы) —  село в складі Логойського району Мінської області, Білорусь. Село підпорядковане Гайнинській сільській раді і розташоване в північній частині області.